# Prefață

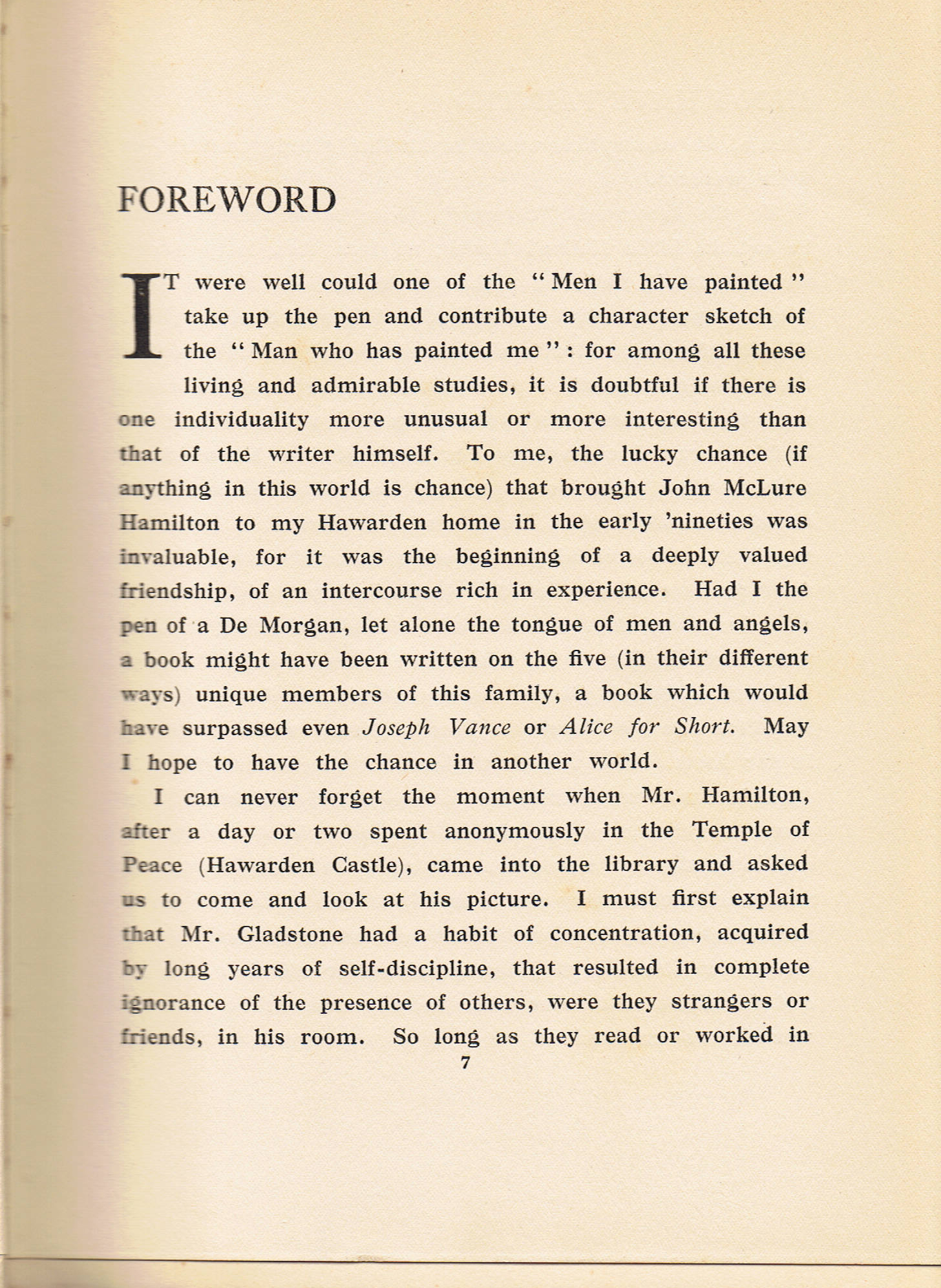
Prefață la Men I Have Painted, de John McLure Hamilton; 1921

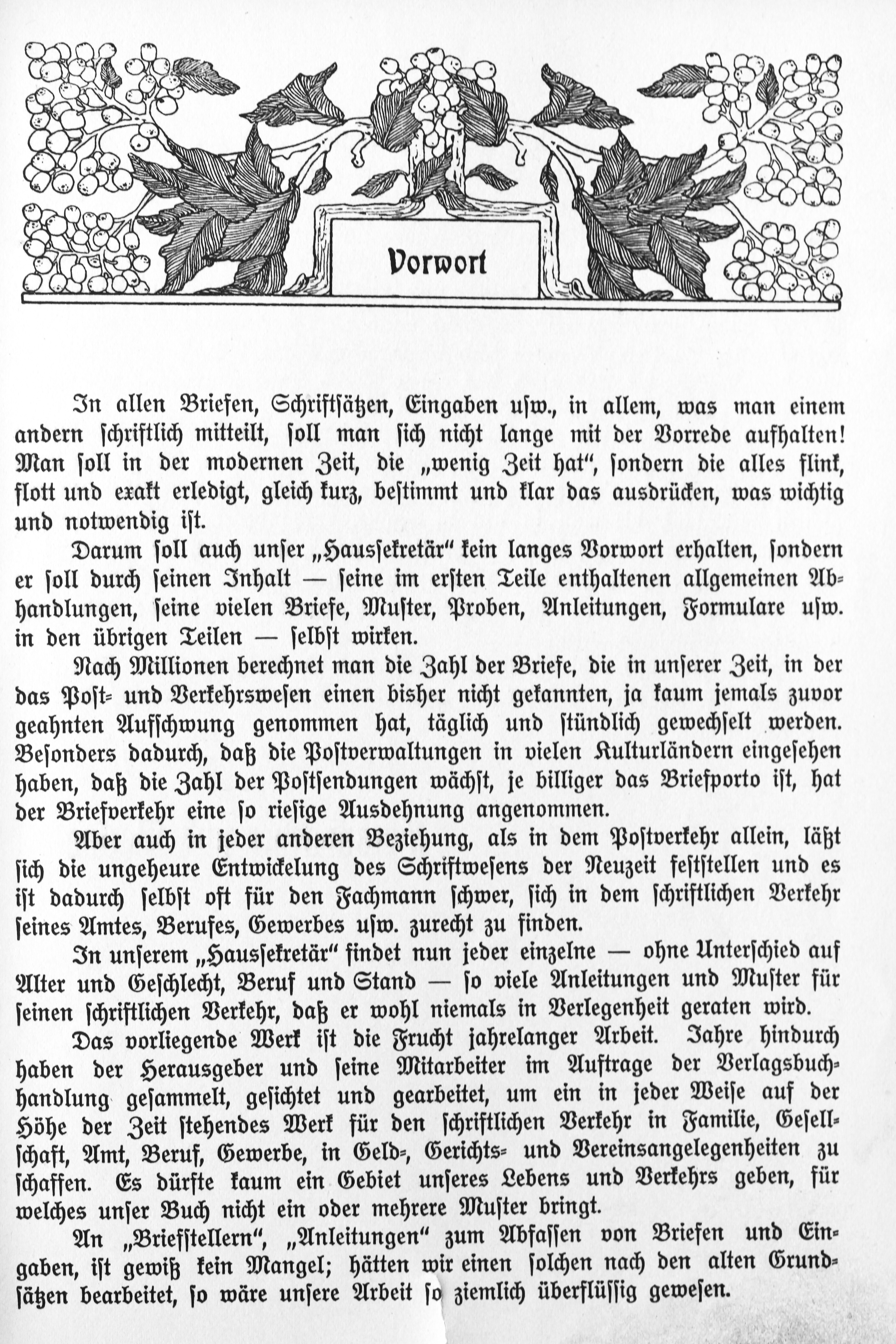
Prefață la o carte germană din 1900

O prefață este un text explicativ (de obicei scurt), plasat uneori la începutul unei cărți sau a unei alte opere literare. Scrisă de obicei de către o altă persoană decât autorul principal al operei, ea comentează adesea biografia autorului, prezintă locul acelei scrieri în ansamblul operei autorului, precum și contextul în care a apărut acea scriere, povestește adesea anumite interacțiuni între autorul prefeței și autorul cărții sau comentează povestea prezentată în carte. Edițiile ulterioare ale unor cărți au, uneori, o prefață nouă (care apare înaintea unei prefețe mai vechi dacă există așa ceva), care ar putea explica în ce privințe diferă acea ediție de cele anterioare.
Atunci când este scrisă de autor, prefața poate să prezinte modul în care a apărut cartea sau modul în care a fost elaborată ideea cărții și poate conține mulțumiri și aprecieri adresate persoanelor care i-au fost de ajutor autorului în timpul scrierii. Spre deosebire de un cuvânt înainte, o prefață este întotdeauna semnată.
Informațiile esențiale pentru textul principal sunt, în general, plasate mai degrabă într-un set de note explicative sau poate într-o introducere decât într-o prefață sau într-un cuvânt înainte.
Paginile care conțin prefața și cuvântul înainte nu sunt de obicei numerotate, nefiind considerate ca părți ale operei principale, care are paginile numerotate, de obicei, cu cifre arabe. Dacă paginile anterioare textului principal sunt paginate, atunci sunt folosite cifre romane de dimensiuni mai mici. Dacă există atât o prefață, cât și un cuvânt înainte, prefața apare prima; ambele apar înaintea introducerii, care poate fi paginată.
Cuvântul prefață a fost folosit prima dată pe la mijlocul secolului al XVII-lea (fiind folosit inițial ca un termen în filologie). El provine din cuvântul latinesc praefatio.